# トーマス・グレアム

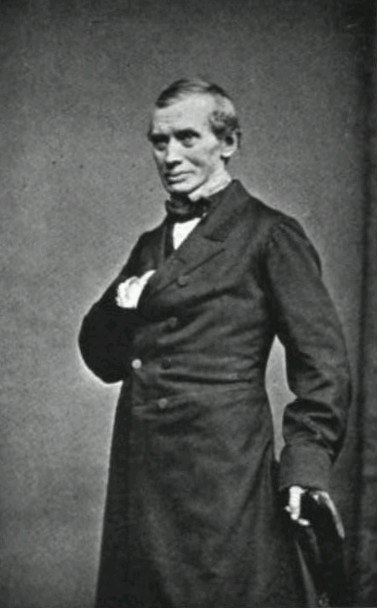
Thomas Graham (1805-1869)

トーマス・グレアム（Thomas Graham, 1805年12月21日 - 1869年9月16日）は、スコットランドの化学者である。気体の拡散速度が分子量の平方根に逆比例するグレアムの法則などで知られる。

## 人物
グラスゴーに生まれた。父親は裕福な繊維業者であった。グラスゴー大学で学んだ後、王立科学・技術大学（後のストラスクライド大学）、ロンドン大学などの化学の教授を務めた。1836年王立協会フェロー選出。1841年にロンドン化学協会を設立し､初代の会長を務めた。1862年にコプリ・メダルを受賞した。晩年の15年間は造幣局長官を務めた。これはかつてアイザック・ニュートンが務めた官職である。
科学的な業績としては、気体の拡散速度が分子量の平方根に逆比例するグレアムの法則を発見した。またコロイド化学のパイオニアで、研究のなかで透析膜を発見した。

## 受賞歴
- 1838年と1850年：王立協会ロイヤル・メダル
- 1850年と1854年：王立協会ベーカリアン・メダル
- 1862年：王立協会コプリ・メダル
- 1862年：パリ化学アカデミーPrix Jecker